# Vini di qualità prodotti in regioni determinate
Il vino di qualità prodotto in regioni determinate (in sigla VQPRD) è un vino a marchio di origine che era così definito dalla vecchia normativa europea (1987) al fine di garantire la qualità del prodotto in base alla zona di origine. In pratica (seppur impropriamente), un vino VQPRD era un vino DOC o DOCG per la corrispondente legge italiana (L. 164 del 1992) anch'essa superata dal DL n. 61 del 2010.
Oltre, a questa definizione, la legge prevedeva, nell'ambito della macro categoria VQPRD, una suddivisione specifica per tipologia di vino ovvero:
- Vino spumante di qualità prodotto in regione determinata (VSQPRD)
- Vino Spumante Aromatico di qualità prodotto in regione determinata (VSAQPRD)
- Vino liquoroso di qualità prodotto in regione determinata (VLQPRD)
- Vino frizzante di qualità prodotto in regione determinata (VFQPRD)

Sono dei vini sottoposti ad un processo di vinificazione in zone riconosciute di grande pregio per la produzione vitivinicola (DOCG o DOC).
In etichetta la menzione deve essere seguita dalla denominazione della regione di produzione.
La normativa europea (Reg. Ce 479/2008, recepito in Italia con il decreto legislativo 61 dell'8 aprile 2010 in vigore dall'11 maggio 2010) ha  abolito tutte queste tipologie di classificazione con le relative sigle: per un certo periodo di tempo, in commercio sono state disponibili etichette con le vecchie diciture. In sostanza, i VQPRD sono stati assorbiti nella categoria di vini DOP e la tipologia di vino (frizzante, spumante, spumante aromatico, liquoroso) è identificata in maniera standard: sarà la designazione generale, relativa alle denominazioni, a indicare se si tratta di vino DOP, IGP o "generico".